# Галапагоська черепаха
Галапаго́ська, гіга́нтська галапаго́ська або слоно́ва черепа́ха (Geochelone nigra) — найбільша сучасна суходільна черепаха, ендемік дев'яти островів Галапагоського архіпелагу.

## Опис та поведінка
Панцир цієї черепахи зливається з ребрами та іншими кістками, тобто є частиною скелету. Коли черепаха відчуває загрозу, вона здатна швидко приховати у панцир голову та шию. Ноги мають тверді луски, що також забезпечують надійний захист.
Дорослі особини можуть важити понад 300 кілограмів і мати розмір 1,2 метрів завдовжки. Зареєстрована максимальна тривалість життя цієї черепахи становить 177 років, а за оцінками може досягати і більш ніж 200.

## Еволюція і розвиток
На маленьких островах деякі види тварин розвивалися дуже швидко, й часто протягом лише кількох тисяч років виникало багато нових підвидів чи навіть нових видів. Відбулося це в результаті природного відбору, принципи якого вперше сформулював знаменитий натураліст Чарлз Дарвін, коли відвідав Галапагоські острови в Тихому океані.
У спекотну пору черепахи призвичаїлися пити вологу, що стікає з каменів. Черепахи можуть втягувати вологу навіть носом. Якщо вологи нема, черепахи пересуваються до кактусів і відкушують шматочки від їх соковитих стебел. Щелепи черепах і ротова порожнина настільки тверді, що їм не заважають навіть колючки кактусів.
У спекотну пору галапагоські черепахи ховаються в тінь під кущами або виступами скель. Якщо місця мало, черепахи наповзають одна на одну, аби ретельно використати місце в затінку. Це стало можливим через неагресивний характер галапагоських черепах.

## Проблема збереження виду
Кількість галапагоських черепах значно скоротилась. Серед ворогів черепах — пацюки і люди. Моряки ловили купи неповоротких черепах і забирали їх на кораблі. Під час довгих переходів морем черепахи ставали чимось на зразок м'ясних консервів.
Представники зоопарку Південної Флориди повідомили, що одне яйце з восьми, відкладених 27 січня 2025 року, успішно вилупилося 4 червня 2025 року. Крім того, що це перше дитинча Голіафа, самця віком приблизно 135 років.

## Підвиди
Підвидом галапагоської черепахи є абінгдонська слонова черепаха (Geochelone nigra abingdoni), останній представник якого Самотній Джордж помер 24 червня 2012 року.

## Близькі види
Chelonoidis phantasticus (також гігантська черепаха Фернандіна чи гігантська черепаха Нарборо) є членом видового комплексу Chelonoidis nigra, який розглядають як підвид C. nigra або навіть окремий вид. Понад 100 років його вважали вимерлим, коли востаннє бачили 1906 року. 17 лютого 2019 року самку цього виду виявили на острові Фернандіна.

## Галерея

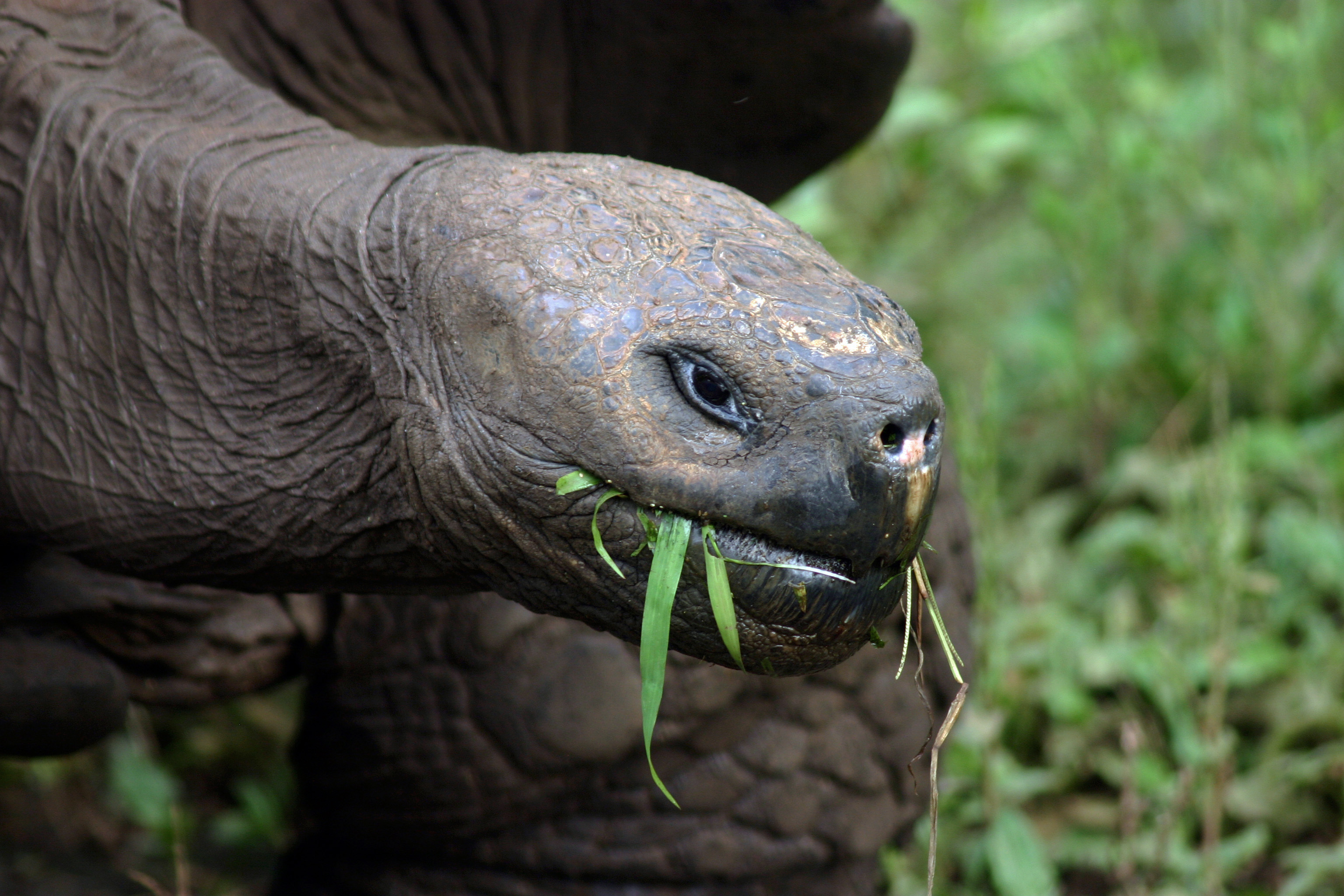
Голова самця
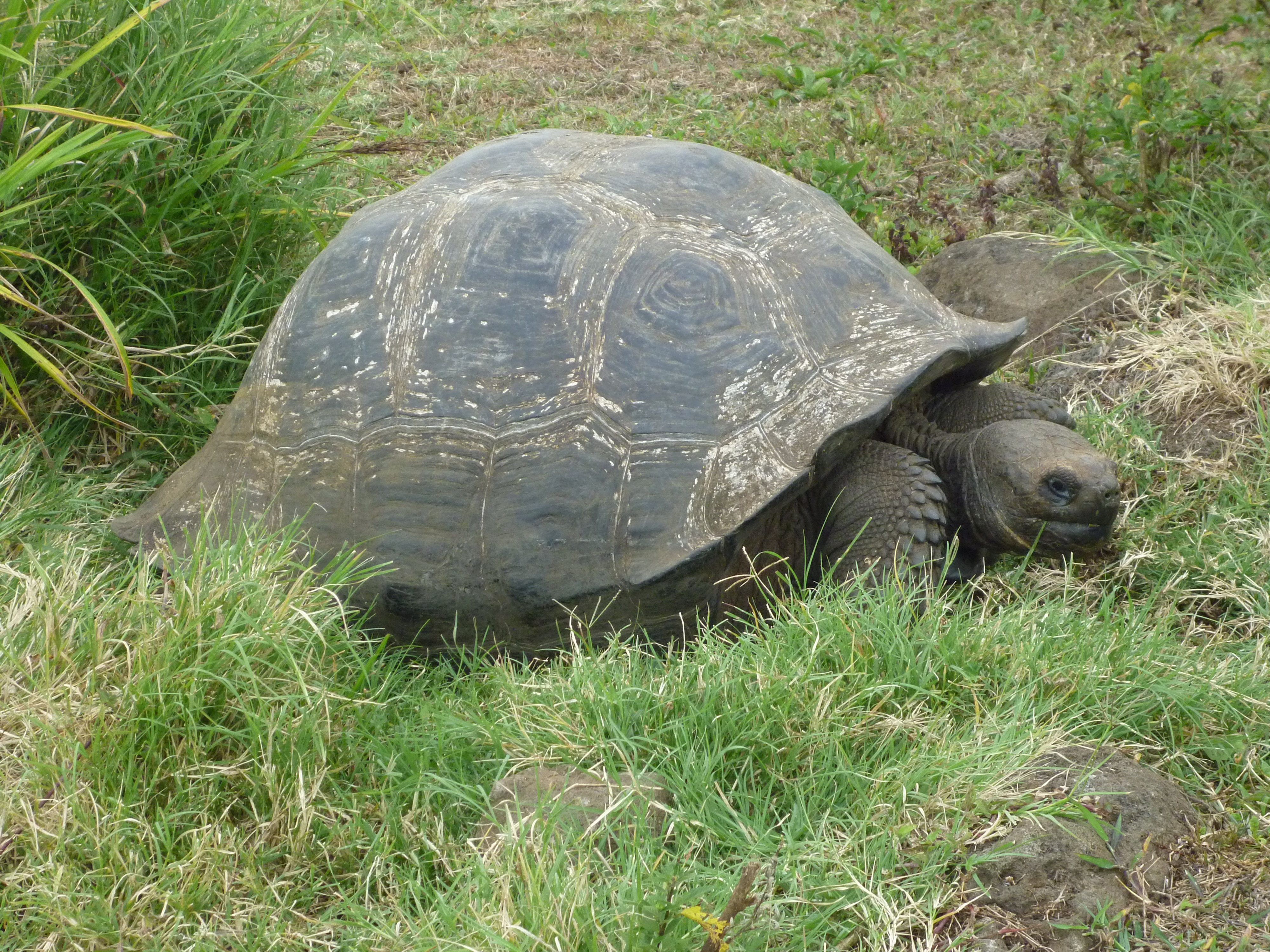
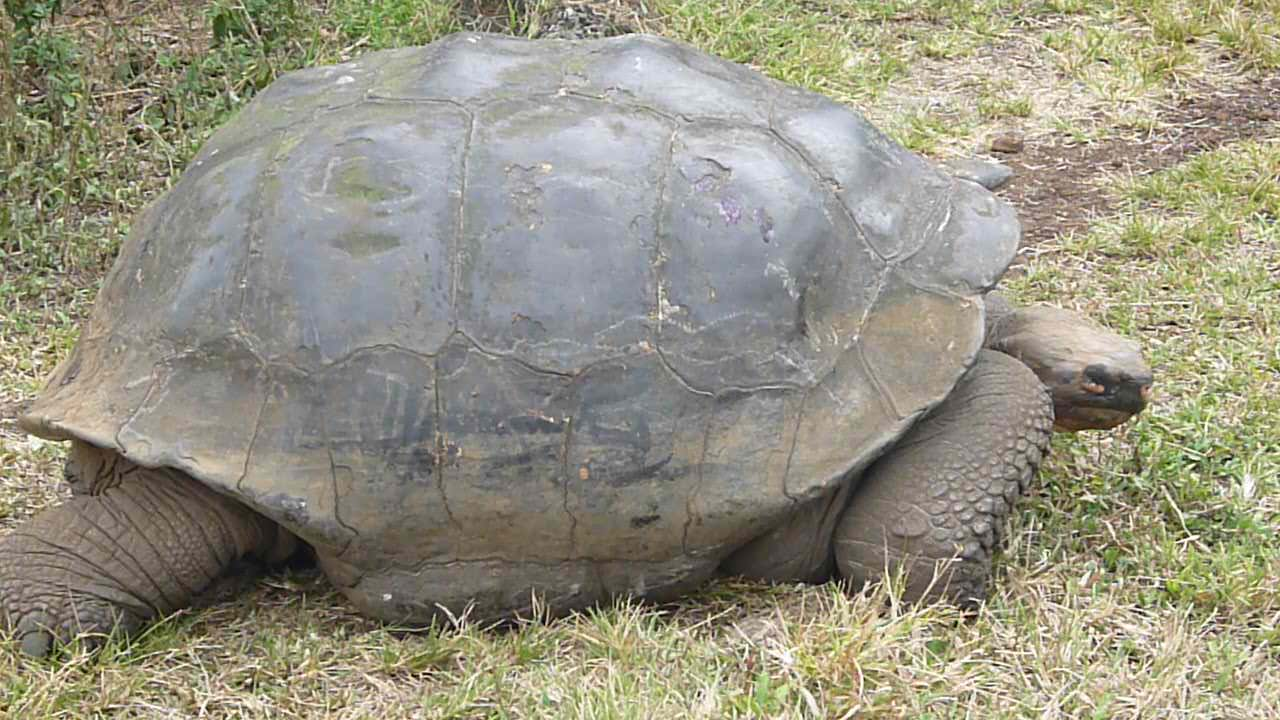
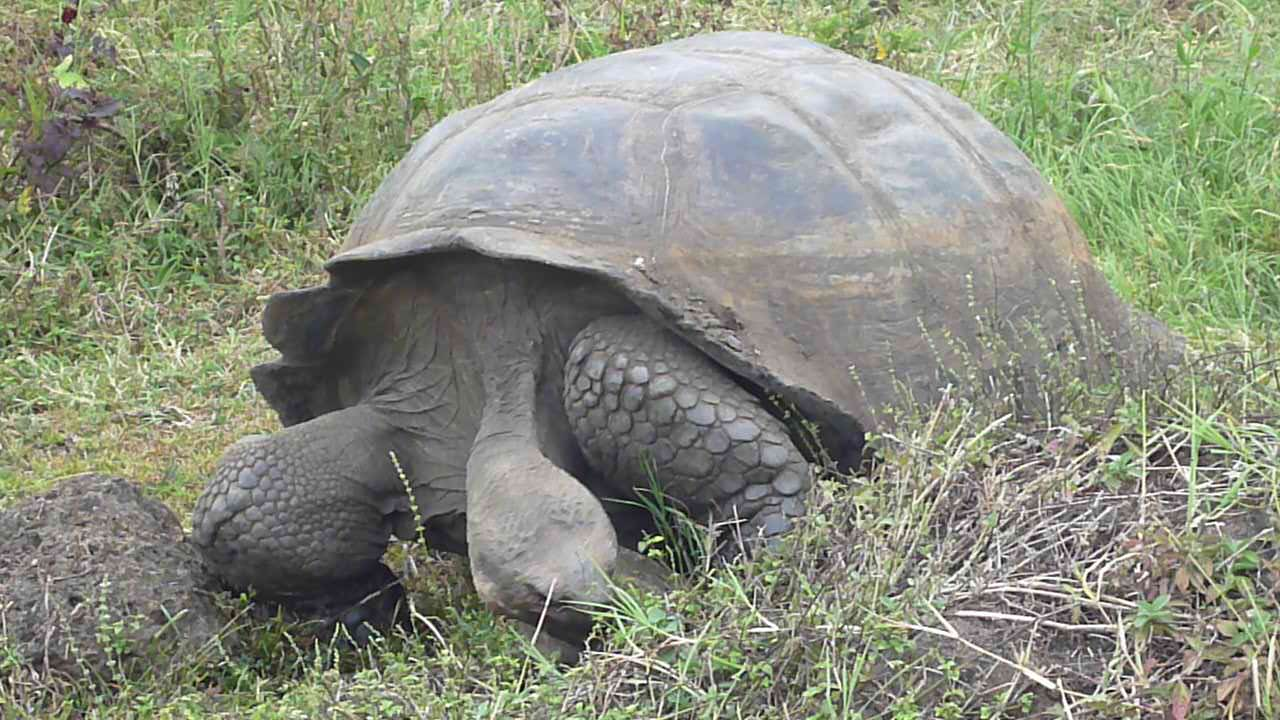
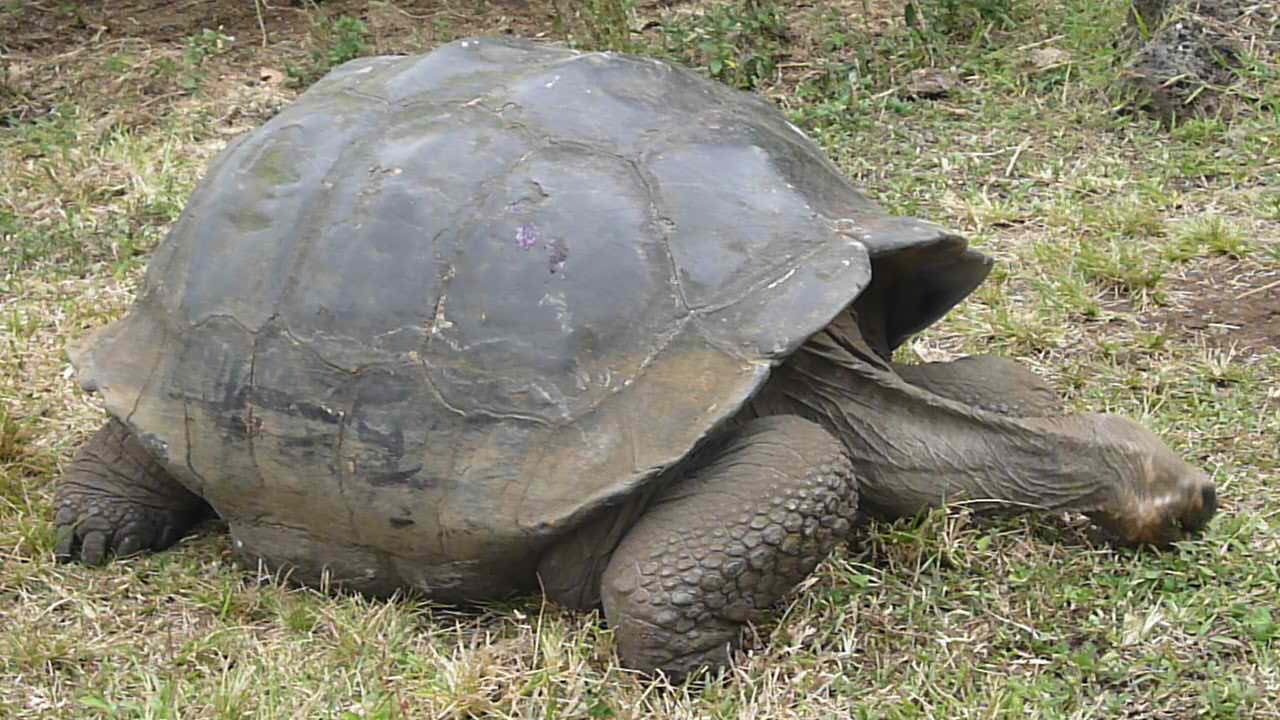
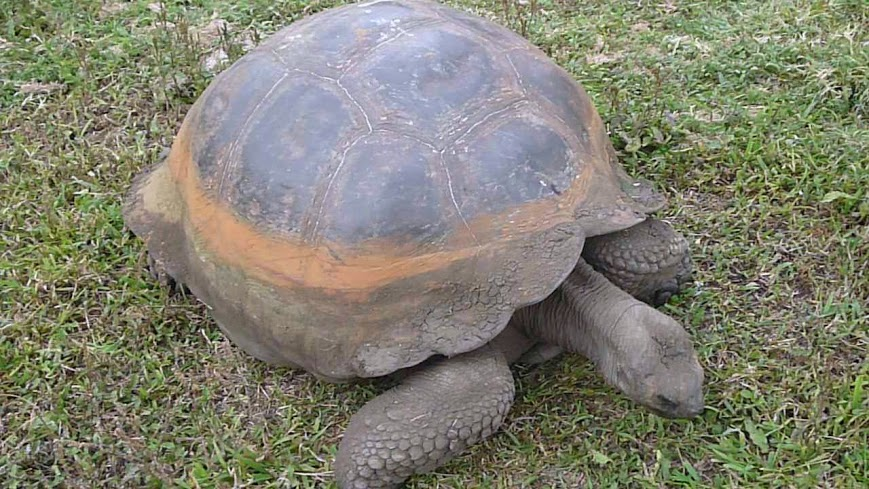
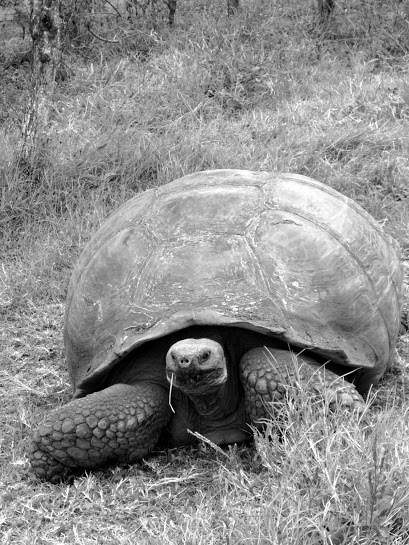
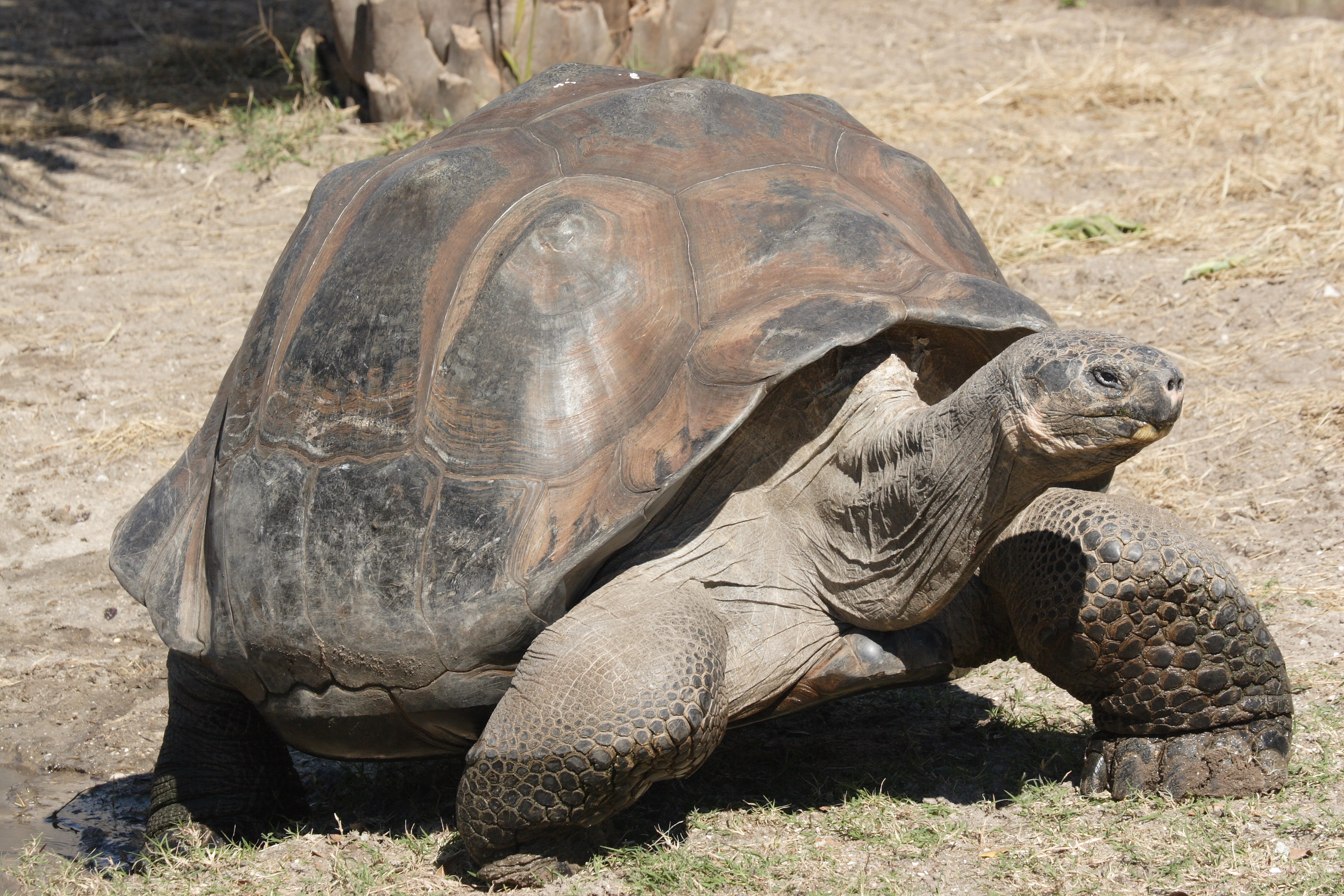